# Ulf Lindberg
Ulf Gabriel Lindberg, även känd som Ulf G. Lindberg, född 23 januari 1926 i Linköping, död 3 juni 2002, var en svensk arkitekt. 
Lindberg, som var son till kontorschef Gabriel Lindberg och Hilden Krafft, avlade studentexamen 1946 och utexaminerades från Kungliga Tekniska högskolan 1956. Han var anställd hos Ancker-Gate-Lindegren arkitektbyrå 1953–1958, på Byggnadsstyrelsens utredningsbyrå 1958–1960, ledamot av mentalsjukvårdsberedningens byggnads- och utrustningsdelegation 1960–1962 samt ställföreträdande byggnadsråd på andra projekteringsbyrån och chef för arkitektavdelningen vid Byggnadsstyrelsen från 1962. Han var expert i mentalsjukvårdsberedningen från 1962, ledamot av byggnadskommittén för Akademiska sjukhusets utbyggande från 1965 samt av lokal- och utrustningsprogramkommittén för Karolinska sjukhusets utbyggande från 1965. Han blev planeringsdirektör vid Stockholms läns landsting 1967. Under studieåren var han medlem av redaktionen för Blandaren (signaturen "Humpe") 1948–1952.